# 악마의 질문: 선의의 비판자
《악마의 질문 - 선의의 비판자》는 대한민국의 JTBC의 프로그램이다. 진행자와 출연자의 적극적인 비판적 검증으로 기존 시사토론 프로그램의 한계를 극복하는 새로운 시사토론 프로그램이다.

## 방송 시간
- 2011년 12월 2일 ~ 2012년 1월 26일 : 매주 목요일 오후 11시 00분